# Fack ju Göhte (Filmreihe)
Die Fack-ju-Göhte-Trilogie besteht aus drei Filmen: Fack ju Göhte (2013), Fack ju Göhte 2 (2015) und Fack ju Göhte 3 (2017).

## Filme

### Fack ju Göhte (2013)
Der Bankräuber Zeki Müller kommt frisch aus dem Knast. Eine Freundin hat seine Beute neben der Goethe-Gesamtschule vergraben. Allerdings gibt es da ein großes Problem: Nachdem seine Beute begraben wurde, wurde an dieser Stelle eine neue Turnhalle gebaut. Deshalb muss Zeki alles tun, um die Beute in die Hände zu kriegen. So nimmt er eine Stelle als Aushilfslehrer an der Schule an.

### Fack ju Göhte 2 (2015)
Als Zeki erfährt, dass sein verstorbener Kumpel weitere Beute im Tank von Zekis Auto versteckt hat, findet er dort einen Beutel mit Diamanten. Aber da passiert ein „geheimes Ausversehen“, denn Zekis Freundin Elisabeth „Lisi“ Schnabelstedt wirft die Plüschtiere, in denen er die Beute versteckt hat, in einen Spendencontainer des Schillergymnasiums. Zeki will diese Plüschtiere zurückbekommen und organisiert eine Klassenfahrt nach Thailand.

### Fack ju Göhte 3 (2017)
Die „Problemschüler“ Chantal Ackermann, Daniel „Danger“ Becker, Zeynep und die anderen Schüler der Goethe-Gesamtschule stehen zwar kurz vor dem Abitur, doch die ehemaligen Problemschüler sind nicht wirklich vorbereitet und interessiert, diesen Abschluss zu bekommen. Aber dennoch will Zeki Müller alles tun, damit sie das Abitur schaffen. Auf die Hilfe von Schulleiterin Gudrun Gerster kann er sich dabei nicht verlassen, denn die hat mit dem Bildungsministerium viel Stress.

### Chantal im Märchenland (2024)
Chantal und ihre Freundin Zeynep gelangen durch einen antiken Zauberspiegel in ein Märchenland. Dort stellen sie fest, dass die Welt der Märchen nicht so ist, wie beide gedacht haben. Auf ihrem Weg zurück nach Hause erleben sie allerlei Abenteuer.

## Darsteller
| Figur                             | Originalreihe         | Originalreihe          | Originalreihe          | Spin-off                      |
| Figur                             | Fack ju Göhte (2013)  | Fack ju Göhte 2 (2015) | Fack ju Göhte 3 (2017) | Chantal im Märchenland (2024) |
| --------------------------------- | --------------------- | ---------------------- | ---------------------- | ----------------------------- |
| Zeki Müller                       | Elyas M’Barek         | Elyas M’Barek          | Elyas M’Barek          | Elyas M’Barek                 |
| Elisabeth „Lisi“ Schnabelstedt    | Karoline Herfurth     | Karoline Herfurth      |                        |                               |
| Chantal Ackermann                 | Jella Haase           | Jella Haase            | Jella Haase            | Jella Haase                   |
| Daniel „Danger“ BeckerPrinz Bosco | Max von der Groeben 1 | Max von der Groeben 1  | Max von der Groeben 1  | Max von der Groeben 1         |
| Zeynep Tezel                      | Gizem Emre            | Gizem Emre             | Gizem Emre             | Gizem Emre                    |
| Burak Aytacer                     | Aram Arami            | Aram Arami             | Aram Arami             |                               |
| Gudrun Gerster                    | Katja Riemann         | Katja Riemann          | Katja Riemann          |                               |
| Charlie                           | Jana Pallaske         | Jana Pallaske          | Jana Pallaske          |                               |
| Laura Schnabelstedt               | Anna Lena Klenke      | Anna Lena Klenke       | Anna Lena Klenke       |                               |
| Caro Meyer                        | Alwara Höfels         | Alwara Höfels          |                        |                               |
| Meike                             | Runa Greiner          | Runa Greiner           | Runa Greiner           |                               |
| Paco                              | Farid Bang            | Farid Bang             | Farid Bang             |                               |
| Ingrid Leimbach-Knorr             | Uschi Glas            | Uschi Glas             | Uschi Glas             |                               |
| Herr Gundlach                     | Bernd Stegemann       | Bernd Stegemann        | Bernd Stegemann        |                               |
| Etienne „Ploppi“ Wagner           |                       | Lucas Reiber           | Lucas Reiber           |                               |
| Eckhart Badebrecht                |                       | Michael Maertens       | Michael Maertens       |                               |
| Hauke Wölki                       |                       | Volker Bruch           |                        |                               |
| Amrei Keiser                      |                       |                        | Lea van Acken          |                               |
| Angelika Wiechert                 |                       |                        | Julia Dietze           |                               |
| Biggi Enzberger                   |                       |                        | Sandra Hüller          |                               |

Anmerkungen:

## Filmdaten
| Film                                  | Starttermin                           | Zuschauerzahlen | Einspielergebnisse |
| ------------------------------------- | ------------------------------------- | --------------- | ------------------ |
| Fack ju Göhte                         | 7. November 2013                      | 7.394.469       | 54.905.595 €       |
| Fack ju Göhte 2                       | 10. September 2015                    | 7.716.114       | 62.836.157 €       |
| Fack ju Göhte 3                       | 26. Oktober 2017                      | 6.135.490       | 53.347.812 €       |
| Insgesamt (Stand: 23. September 2018) | Insgesamt (Stand: 23. September 2018) | 21.246.073      | 171.089.564 €      |

## Musical
Am 21. Januar 2018 wurde die Musicaladaption Fack ju Göhte – Das Musical in München zum ersten Mal aufgeführt. Das von Stage Entertainment produzierte Musical wurde von Simon Triebel, Nicolas Rebscher und Kevin Schroeder verfasst und war die erste Inszenierung im neuen Theater Werk 7 im Osten Münchens. Das Musical wurde bis zum 9. September 2018 gezeigt. In den Hauptrollen waren Max Hemmersdorfer (Januar bis Mai 2018) und Daron Yates (Mai bis September 2018) als Zeki Müller sowie Johanna Spantzel als Lisi Schnabelstedt zu sehen.